# Indigofera tryonii
Indigofera tryonii är en ärtväxtart som beskrevs av Karel Domin. Indigofera tryonii ingår i släktet indigosläktet, och familjen ärtväxter. Inga underarter finns listade i Catalogue of Life.